# Hassaku
Variété
Hassaku (Citrus hassaku Hort. ex Tanaka, Citrus x hassaku) en japonais ハッサク, 八朔 en kanji et en chinois, est un agrume japonais hybride de pamplemoussier (C. maxima) et de Kunenbo (C. nobilis Lour. var. kunep Tanaka) pour fécondateur,.
Le mot désigne et la plante et le fruit. Tanaka a fait de ce C. maxima x C. reticulata , une espèce à part entière: Citrus hassaku Hort. ex Tanaka et Swingle une mandarine (C. reticulata Blanco),.

## Origine
Les sources japonaises le décrivent comme un hybride spontané remarqué durant l'Époque d'Edo, en 1860, dans un temple de l'ancienne commune d'Innoshima (aujourd'hui Onomichi) dans la préfecture d'Hiroshima . Il fut nommé jagada, puis hassaku qui est une référence au premier août de l'ancien calendrier lunaire japonais, période à laquelle l'agrume est censé être mûr sur l'arbre,,. Cécile Didierjean, signale la remise de hassaku en offrande au dieu shinto Kôjin de Ōmi en mars à titre de fruit de saison.

## Description
Le test de partage d'allèles réalisé par Tokurou Shimizu et al. (2016) donne ses géniteurs: un pamplemoussier (C. maxima) et le mandarinier Kunenbo (Citrus nobilis). C'est donc un tangelo. Les mêmes auteurs montrent que divers agrumes sont des hybrides de Hassaku (May Pomelo et Yellow Pummelo, avec Hirado buntan pollinisateur, Summer Fresh avec natsudaidai pollinisateur, Sweet Spring pollinisation d'une satsuma).
L'arbre ressemble à un petit pamplemoussier à la différence qu'il possède quelques épines. Il est vigoureux, dressé; les feuilles sont larges et ressemblent à celles du pamplemoussier, mais les ailes du pétiole de la feuille sont plus étroites, ressemblant à celles de l'orange douce.
Le fruit est de taille d'une grosse orange, moyenne à grande (9 à 10 cm de diamètre) et légèrement aplati. La peau est jaune-orange; moyennement épaisse, et légèrement granuleuse. Elle est modérément adhérente aux quartiers qui sont nombreux. L'axe est large et semi-creux à maturité. Couleur de la chair jaune clair. Le fruit est peu juteux et se conserve modérément bien une fois cueilli.
Il est récolté en février, puis entreposé 1 à 2 mois dans un endroit frais et sombre afin de faire disparaitre son acidité puis commercialisé en avril, il n'est donc pas à proprement parler un agrume de jours longs.

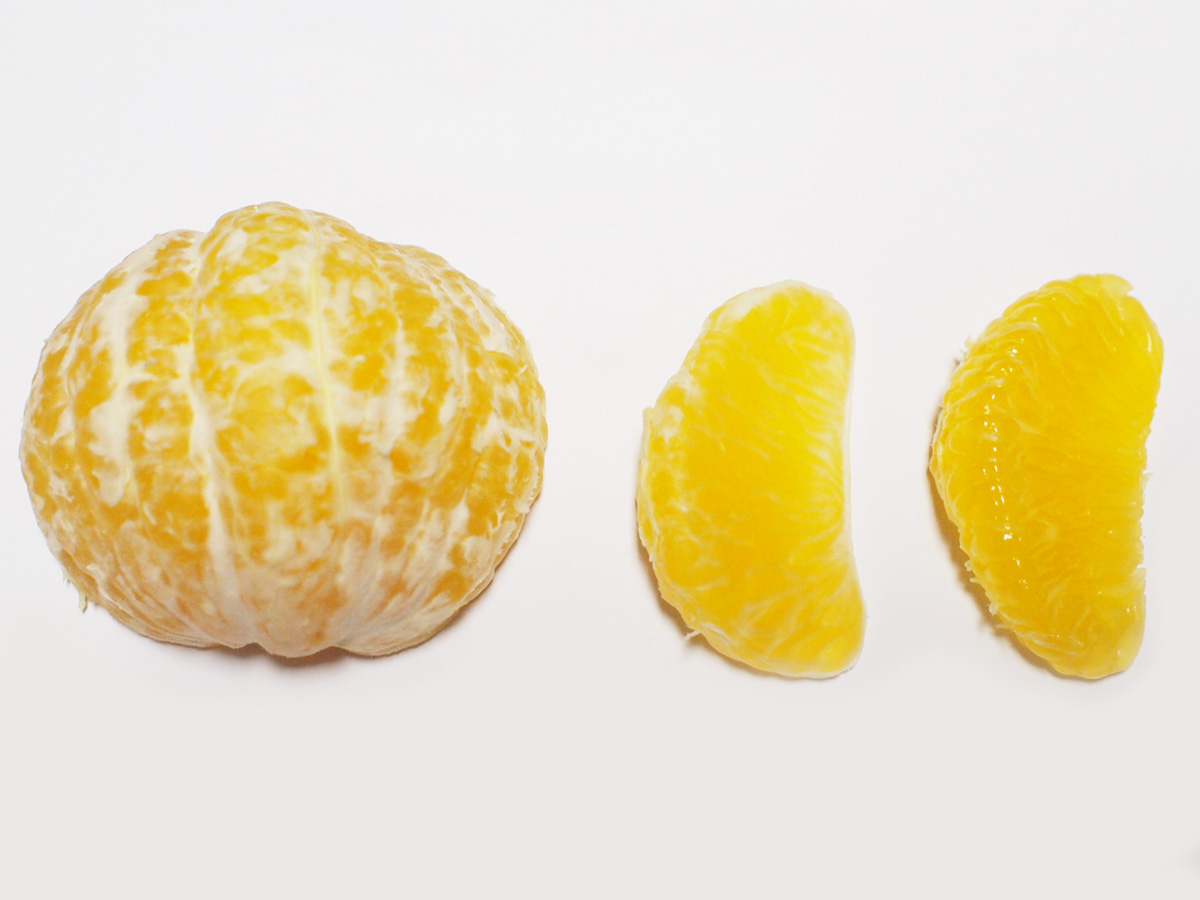
hassaku est un fruit asperme (qui ne produit pas de graines)

Le péricarpe (partie blanche qui entoure la pulpe) est épais et difficile à peler . Les 10 à 12 quartiers contiennent des pépins qui peuvent être réduits si la fleur a été fécondée avec le pollen de C. natsudaidai Hayata .

### Beni Hassaku
Le Hassaku rouge (beni) 紅八朔   -   べにはっさく (Beni hassaku) est une variante plus précoce (février-mars) avec un fruit est plus coloré (jaune-oranger) et plus juteux et plus sucré. 

### Un agrume auto-incompatibilité gamétophytique (GSI)
Le fruit de hassaku est asperme (sans pépins) dans plusieurs des cultivars. Une étude japonaise (2021) a observé les gènes régulant l'auto-incompatibilité chez hassaku, hyuganatsu, Tosabuntan, Banpeiyu et le mikan Sweet Spring. Ces travaux ont permis la construction d'un arbre phylogénétique et de montrer qu'il existe des cluster chinois où trois des six RNases T2 étaient identiques aux agrumes japonais.

## Utilisation

### Production
La surface de production d'hassaku était de 10 000 ha en 1980. Hassaku était avec les satsuma, le natsudaidai, le iyokan les principales variétés d'agrumes produites au Japon jusqu'en 2010. Avec l'arrivée de nouvelle variétés (harumi, setoka et shiranuhi ou dékopon) la surface de production d'hassaku n'est plus que de 1 585 ha en 2017. Il était encore la 6éme surface d'agrume agrume cultivé au Japon à cette date.

### Consommation
On mange l'agrume comme fruit de table; la pulpe jaune dont la texture est croquante, le goût acidulé avec une pointe d'amertume est particulièrement apprécié au Japon pour sa fraîcheur. Il est mélangé aux salades, on en fait du jus vendu pasteurisé, des gelées, des desserts sucrés... Le zeste se confit, il est utilisé pour faire des liqueurs, ou comme condiment après avoir été séché et réduit en poudre. 
Il a des graines et est difficile à peler. 
Le site japonais cookpad donne 700 recettes à base de hassaku. La diffusion commerciale du fruit date du XXe siècle .

### Huile essentielle
Masayoshi Sawamura (2010) en donne une composition détaillée : principalement du limonène (89.77%), γ-terpinène (5.56%), myrcène (1.8%), α-pinène (0.24%). Le même auteur note la présence de nootkatone (composé naturel : 1 sesquiterpénoïde et 1 cétone typique du pamplemousse C. maxima) et 1-p-manthen-8-thiol qui contribuent dit-il à « au parfum de grapefruit » (il entend par là les hybrides japonais tels que iyokan, kawachi-bankan, kawano-natsudaïdaï, sambokan, etc. et non les C. paradisi).

### Médecine
De nombreuses publications scientifiques traitent de la composition chimique de la feuille, du zeste et du jus du hassaku, en premier lieu des antioxydants.
Le fruit contient un dérivé original de coumarine, l'auraptène qui est un puissant antimicrobien  et un antispasmodique. La néohespéridine, hétéroside amer du zeste, et la naringine du fruit réduisent la mélanogénèse chez le cobaye. La feuille contient également des composés antimicrobiens. Des extraits des jeunes fruits ont été utilisés médicalement dans les traitements de soins de la peau pour les patients atteints de dermatire atopique.

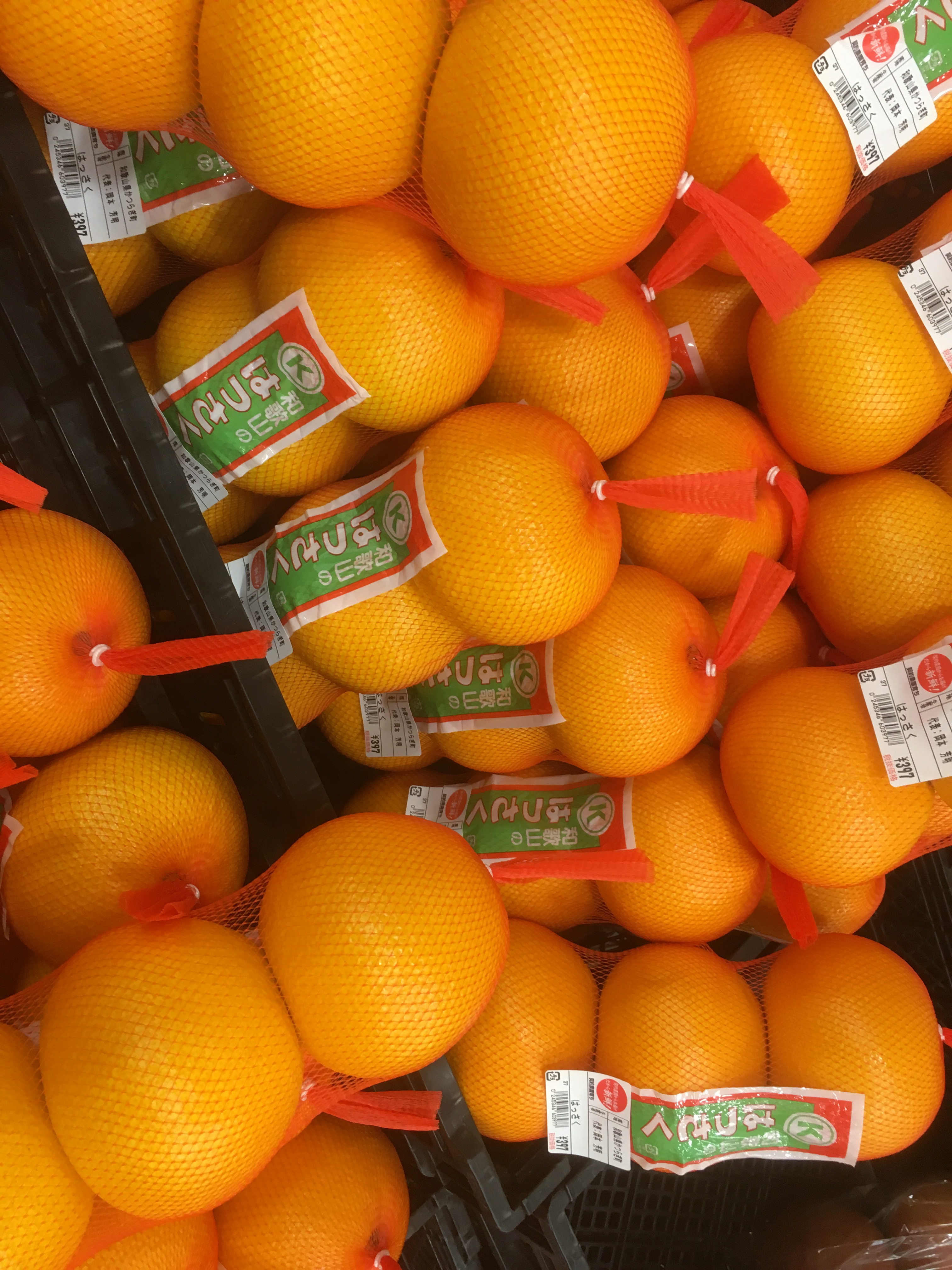
Hassaku sur un marché japonais

Dans leur revue des polymethoxyflavones, Zarina Mushtaq et al. inventorient 3 dérivés spécifiques de C. hassaku : 3,5,6,8,3′,4′-hexamethoxyflavone, 3,5,7,8,3′,4′-hexamethoxyflavone (proche de celle de la mandarine satsuma), 5,7,4′-trihydroxy-6,3′-dimethoxyflavone (les sudachi sont riches d'hydroxy-dimethoxyflavone).

## Production au Japon
La plus grosse partie de la production a lieu dans la Préfecture de Wakayama, également principale producteur de mandarines Satsuma. En 2010, 68 % des 39 519 tonnes d'agrumes étaient produits par cette préfecture. Le reste étant produit par les Préfecture d'Ehime et de Tokushima.

## Ravageurs
Dans les années 1960 il a été supposé, et démontré, que l'agrume est sensible au virus de la tristeza, transmit par un puceron.

## Anecdote
La chambre de commerce et d'industrie de la ville d'Inno-shima a créé Hassa-Kun, une mascotte en forme d'orange Hassaku pour faire la promotion touristique de la localité.